# Torre del Reloj de Deira
La Torre del Reloj de Deira (en árabe: دوار الساعة ديرة)  originalmente conocida como la Torre del Reloj de Dubái, es una rotonda en Dubái, Emiratos Árabes Unidos (EAU). La Torre del Reloj se encuentra en el este del emirato de Dubái en la localidad de Deira, en la intersección de la vía Umm Hurrair y la ruta D 89 (Carretera Al Maktoum). Situada en la localidad de Al Rigga, la Torre del Reloj de Deira, ahora un monumento destacado en Deira, proporcionando acceso al puente Al Maktoum, el primer paso de la tierra construido entre Deira y Bur Dubái. La Torre del Reloj fue diseñada por el ingeniero Edgar Bublik, y edificada por un constructor local ECC alrededor de 1964. En 1972 el monumento había comenzado a agrietarse y  corroerse los refuerzos de acero, como resultado de la arena sin lavar utilizada para el hormigón. La Torre del Reloj fue reformada en 1972 por Overseas AST.